# Ein Sommernachtstraum (1999)
Ein Sommernachtstraum (Originaltitel: A Midsummer Night’s Dream) ist eine Verfilmung des gleichnamigen Theaterstücks von William Shakespeare aus dem Jahr 1999. Regie führte Michael Hoffman, Hauptdarsteller sind unter anderem Kevin Kline, Michelle Pfeiffer und Rupert Everett. Der Film erhielt von der Deutschen Filmbewertungsstelle FBW in Wiesbaden das Prädikat besonders wertvoll. Der Film startete am 21. Oktober 1999 in den deutschen Kinos.

## Handlung
Theseus, Herzog von Athena, und Hippolyta, Königin der Amazonen, wollen heiraten. Da erscheint Egeus, ein Athener. Seine Tochter Hermia ist in Lysander verliebt, den Egeus allerdings nicht mag. Lysander liebt Hermia ebenfalls. Doch Demetrius ist ebenfalls in Hermia verliebt und hat bei Egeus auch schon um ihre Hand angehalten. Als alle weg sind, beschließen Lysander und Hermia, aus Athena zu fliehen. Helena, eine Freundin Hermias, kommt. Hermia erzählt ihr von dem Plan. Doch Helena verrät Demetrius, dass die beiden fliehen wollen. Sie hofft, da sie in Demetrius verliebt ist, auf diese Weise seine Aufmerksamkeit zu gewinnen.
Wenig später treffen sich sechs Handwerker. Mit dem Weber Bottom (deutsch: Zettel) als Hauptdarsteller wollen sie das Stück Pyramus und Thisbe (nach Ovid) auf der Hochzeit von Theseus und Hippolyta aufführen. Sie verteilen die Rollen und verabreden sich zur Probe im Wald.
In ebendiesem Wald streiten sich am Abend Oberon, König der Elfen, und Titania, Königin der Elfen. Oberon will Titania einen Streich spielen und gibt seinem vertrauten Elf Puck, der auch Robin Goodfellow heißt, den Auftrag, eine bestimmte Blume zu holen. Der Nektar dieser Blume, kommt er in die Augen eines Schlafenden, sorgt dafür, dass dieser sich in die nächste lebende Kreatur verliebt, die er sieht. Während Puck unterwegs ist, kommen Demetrius, der Lysander und Hermia sucht, und Helena, die ihm gefolgt ist. Oberon beobachtet den Streit der beiden und beauftragt Puck, als er zurückkommt, mit Hilfe der Blume dafür zu sorgen, dass Demetrius Helena liebt.
Oberon findet wenig später die schlafende Titania und tropft ihr den Nektar der Blume in die Augen. Daraufhin kommen Hermia und Lysander und legen sich schlafen. Sie schlafen kaum, als Puck kommt und Lysander für Demetrius hält. Dann kommen Helena und der echte Demetrius. Helena stolpert über Lysander, der sich in sie verliebt und ihr folgt. Als er geht, kommen die Handwerker, die ihr Stück proben. Puck kommt dazu und verwandelt Zettels Kopf in den eines Esels. Daraufhin führt er ihn zu Titania, die aufwacht und sich in Zettel mit dem Eselskopf verliebt. Oberon, der sich darüber köstlich amüsiert, entdeckt kurz darauf Pucks Fehler. Er befiehlt Puck, die Blume bei Demetrius anzuwenden. Dann lieben beide, Lysander und Demetrius, Helena. Oberon erkennt das Chaos und befiehlt Puck, es rückgängig zu machen. Dieser ordnet die Schlafenden nebeneinander an und verwendet nochmals die Blume. Daraufhin entzaubert Oberon Titania, die dann wieder ihn liebt.
Am nächsten Morgen finden Theseus, Hippolyta und Egeus die schlafenden Liebenden und geben ihre Einverständnisse zu deren Hochzeit. Die Handwerker finden Zettel, den Puck von seinem Eselskopf befreit hat, und spielen bei der Dreifachhochzeit ihr Stück vor.

## Kritiken
„Michael Hoffmans Variante von William Shakespeares Komödie geriet trotz prominenter Besetzung bei weitem nicht so gut wie die Version von Theater-Ikone Max Reinhardt. Außer Kevin Kline als arroganter Schnösel und Stanley Tucci als witziger Wicht Puck überzeugt hier kaum jemand. Michelle Pfeiffer spielt hier unglaublich steif. Vermutlich wäre sonst ihre ganze Schminke aus dem Gesicht geplatzt. Trotz aller Kritik ist dies dennoch angenehme Unterhaltung.“

„[…] ein opulentes, opernhaftes Ausstattungsstück, das in die Nähe des Kitsches gerät und auch durch die breit ausgespielten komödiantischen Handwerkerszenen nicht zu retten ist. Nur der Hauptdarsteller setzt dem Spiel ein Glanzlicht auf.“